# گیلیس گرافسترم
گیلیس گرافسترم (به سوئدی: Gillis Grafström) ورزشکار مرد رشتهٔ پاتیناژ نمایشی اهل کشور سوئد است. وی در بین سال‌های ‎۱۹۲۰ تا ۱۹۳۲ میلادی در مسابقات بازی‌های المپیک زمستانی در مجموع ۴ مدال، شامل ۳ مدال طلا و ۱ نقره را کسب کرد.